# Abundanz (Kommunalrecht)
Abundanz (lat. abundantia, „Überfluss“) ist im Kommunalrecht die Bezeichnung für Gemeinden, deren Finanzkraft (Steuerkraft) höher ist als ihr Finanzbedarf, so dass sie keine Schlüsselzuweisungen aus dem kommunalen Finanzausgleich erhalten.

## Allgemeines
Der Umstand der Abundanz bedeutet nicht zwingend, dass die betreffende Kommune keinerlei Haushalts‐ und Finanzprobleme besitzt. Vom Haushaltsstatus her kann sich eine abundante Kommune durchaus im Haushaltssicherungskonzept oder gar Nothaushaltsrecht befinden. Der Begriff „Abundanz“ ist deshalb sprachlich missverständlich. Inhaltlich handelt es sich um Kommunen, die nach den normierten, fiktiven Berechnungsgrundlagen des jeweiligen Gemeindefinanzierungsgesetzes eine den Finanzbedarf übersteigende Finanzkraft aufweisen. Mit tatsächlich überschießender Finanzkraft hat dies jedoch nichts zu tun. Die Frage der Abundanz und die Anzahl der – fiktiv – als abundant eingestuften Kommunen ist vielmehr auch von der Höhe der gesamten Finanzausgleichsmasse abhängig. Insofern kann eine Abundanz auch dann vorkommen, wenn der Finanzausgleich unterdotiert ist, der Ausgleichsgrad angehoben wird, die Differenz zwischen
tatsächlichem und fiktivem Realsteuerhebesatz groß ist oder aber die auszugleichenden interkommunalen Disparitäten extrem sind. Aus diesen Gründen kann es sogar sein, dass abundante Gemeinden Kassenkredite aufnehmen müssen. Bei abundanten Gemeinden wird dennoch angenommen, dass sie ihre Ausgaben aus eigenen Finanzquellen bestreiten können.
Haushaltstechnisch erhalten abundante Gemeinden keine Schlüsselzuweisungen. Diese stehen – bei nicht abundanten Gemeinden – im kommunalen Verwaltungshaushalt zur freien Verfügung. Das sind Zahlungen aus dem kommunalen Finanzausgleich, die nur finanzschwachen Kommunen zufließen. Für diese Kommunen wird im Rahmen der bundeslandbezogenen Regelungen zum kommunalen Finanzausgleich die Differenz zwischen Finanzkraft und Finanzbedarf ermittelt. Bei den meisten Kommunen ist der Finanzbedarf vor dem Finanzausgleich höher als ihre Finanzkraft, so dass ihnen ein Ausgleich über den kommunalen Finanzausgleich in Form der Schlüsselzuweisungen zusteht. Eine abundante Gemeinde kann über den Finanzausgleich auch Bedarfszuweisungen erhalten, wenn sie ein Haushaltsdefizit besitzt.

## Ermittlung der Kennzahl
Wenn die Bedarfsmesszahl (BMZ) die Schlüsselmesszahl (SMZ) übersteigt ({\displaystyle {\mbox{BMZ}}>{\mbox{SMZ}}}), erhalten Kommunen Schlüsselzuweisungen. Abundanz bedeutet dann:
{\displaystyle {\text{Abundanz}}={\frac {\text{SMZ}}{\text{BMZ}}}>100\,\%}
Sind beide Beträge gleich hoch oder ist die Finanzkraft höher, so erhält die Kommune keinen Finanzausgleich in Form von Schlüsselzuweisungen, muss jedoch in einigen Flächenländern auch nichts zahlen. In manchen Bundesländern erhalten abundante Kommunen Mindestschlüsselzuweisungen. Die Schlüsselzuweisung ergibt sich aus dem fiktiven Finanzbedarf pro Einwohner, multipliziert mit der Einwohnerzahl (Finanzbedarf pro Einwohner x Einwohnerzahl = Bedarfsmesszahl – Steuerkraftmesszahl = Schlüsselzahl x Ausschüttungsquote = Schlüsselzuweisung).

## Abundanzumlage
Abundante Gemeinden sehen sich – abhängig vom Bundesland – zwei Nachteilen gegenüber. Einerseits erhalten sie keine Einnahmen aus Schlüsselzuweisungen, andererseits müssen sie in manchen Bundesländern wie beim horizontalen Finanzausgleich interkommunale Transfers an finanzschwache Kommunen vornehmen („redistributive Funktion“), weil sie abundant sind. Die Steuerkraft einer Kommune wird somit durch interkommunale Umlagen abgebaut („Abundanzabschöpfung“). So wird nach § 8 Finanzausgleichsgesetz Mecklenburg-Vorpommern von Gemeinden, deren Steuerkraft ihren beim kommunalen Finanzausgleich gemessenen Finanzbedarf um mehr als 15 % übersteigt, eine Finanzausgleichsumlage erhoben, die interkommunal verteilt wird (also SMZ / BMZ > 115 %). Das Recht auf kommunale Selbstverwaltung wird hierdurch nach Auffassung des Landesverfassungsgerichts Mecklenburg-Vorpommern nicht eingeschränkt. Auch verfassungsrechtlich gibt es keine Bedenken für eine Umlagepflicht abundanter Kommunen. In Art. 106 Abs. 6 Satz 6 Grundgesetz sind Umlagen auf der Grundlage der Realsteuern erlaubt. Auch nach der Entstehungsgeschichte sollten Umlagen, die von den Ländern zu Zwecken des interkommunalen horizontalen Finanzausgleichs erhoben werden, unberührt bleiben. Den Gemeinden steht das Aufkommen der Grundsteuer und Gewerbesteuer mit der Einschränkung zu, dass nach Maßgabe der Landesgesetzgebung insbesondere die Grundsteuer und Gewerbesteuer als Bemessungsgrundlagen für Umlagen zu Grunde gelegt werden können (Art. 106 Abs. 6 Satz 6 GG). Vor diesem Hintergrund haben eine Reihe von Bundesländern Finanzausgleichsumlagen in Form der Abundanzumlage eingeführt, so etwa Baden-Württemberg, Brandenburg, Mecklenburg-Vorpommern, Niedersachsen, Rheinland-Pfalz, Sachsen und Schleswig-Holstein.
Abundanzumlagen dürfen die zahlungsverpflichteten Kommunen allerdings nicht in eine finanzielle Notlage bringen oder eine bestehende verschärfen.

## Beispiele

### Nordrhein-Westfalen
Im Jahre 2011 waren von 396 Kommunen in Nordrhein-Westfalen 66 Kommunen (16,7 %) abundant, wovon 40 Kommunen (10,1 %) einen Haushaltsausgleich nur durch Auflösung von Ausgleichsrücklagen erreichen konnten, 8 wiesen einen strukturellen Haushaltsausgleich auf, 3 besaßen ein genehmigtes Haushaltssicherungskonzept, 15 Gemeinden befanden sich im Nothaushaltsrecht. Bei 58 Kommunen (14,6 %) würde eine Abundanzumlage entweder den Eigenkapitalverzehr beschleunigen oder die Nothaushaltssituation verschärfen.

### Brandenburg
2020 wurden insgesamt 63 Millionen Euro umverteilt. In dem Jahr zählten elf einnahmestärkste Brandenburger Kommunen zu den abundanten, darunter Schönefeld, Zossen, Liebenwalde, Baruth, Großbeeren, Schwarzheide, Schenkenberg, Linthe oder Mixdorf (Stand November 2020 ohne eventuelle nachträgliche Korrekturen der Gewerbesteuereinnahmen). In Einzelfällen klagen Kommunen nach Korrekturen gegen zuvor zu viel gezahlte Abgaben.